# 翻新中古車
《翻新中古車》（英語：Wheeler Dealers），為英國製作公司Attaboy TV為探索頻道製播的真人實境節目，節目為麥克·布爾與艾德·柴納兩人共同主持，起初每一個專題任務均分為上、下兩集分別播出，每一集的節目長度約30分鐘，在台灣的探索頻道則把上、下兩集合併成一個小時連續播出，自第7季節目延長為60分鐘，內容是將修好一輛選定好的中古車並把它賣出去。由麥克負責找車，然後交給艾德修理，即可看到該節目讓原本破濫老舊的中古車，奇蹟般地起死回生變回適合公路行駛的好車。觀眾則可以從節目上看到如何購買和改造老車的有用資訊。。2016年，美國Velocity頻道購入本節目，執掌第13季以來的節目製作，由於製作群在編製第13季的過程中認定節目中汽車維修部分的細節製作太過困難，決定刪減汽車維修講解的過程以節省節目製作所耗費的精神與時間，進而節省經費，這與節目的主持人之一的艾德理念相左。故至2017年3月，艾德·柴納拍了一部短片說明上述內容，並宣布證實自己退出節目，結束將近15年的合作。第十四季起，其主持棒將由安特·安斯特德接下。第十七季起，其主持棒將由馬克·普利斯特里接下。

## 主要內容

### 第一部分：購買車輛
在上集節目開始前均會介紹一個專題任務，決定要整修哪種品牌經典車款的中古車，並試圖讓該車回到往昔風光在英國道路上自由馳騁，每次的購車經費均只有£ 5,000元英鎊的預算上限，以及一週的時間完成車體的大規模翻修，職業為中古車商的麥克·布爾就會開始在歐洲各大拍賣網站或汽車報紙廣告中物色該品牌的中古車種，若車子的車況仍屬不錯，只須要耗費的較少金錢購買零件即可把車子修復完成時，那麼麥克·布爾就會出錢跟賣家交涉，並以自己作為中古車商的職業經驗跟賣家殺價，之後把車交給職業為汽車維修技工的艾德·柴納負責修復。

### 第二部分：車輛翻新
節目則由艾德·柴納仔細地解說如何自己動手修車，以及傳授自己的修車訣竅及零件的拆卸技巧，如果遇到須要兩人互助才能把車體零件順利拆卸下來的情況時，艾德·柴納就會請他的朋友保羅來幫忙，艾德·柴納不只會修車還會一些基本的汽車钣金跟噴漆，同時還具有相當程度的工安防護知識，例如把車體抬高修理底盤時，會戴著護目鏡防止黏在底盤的附著物掉落傷害眼睛；用化学物质、清潔劑清洗零件上的油塵時，會戴上橡膠手套防止這些有毒的化合物接觸皮膚；修理零件時會戴上基本的棉紗手套作防護，在艾德·柴納精湛的修車技術下，即能化腐朽為神奇把車子修復回原本良好的狀態。

### 第三部分：測試、出售車輛
接著就由麥克·布爾跟艾德·柴納兩人輪流負責試開剛修好而且狀態十分良好的汽車，並在車上緬懷該車種廠牌往昔曾經擁有的絢麗風采，節目最後則由麥克·布爾以中古車商的職業經驗決定這輛汽車能夠順利賣出的售價，並負責用身為中古車商的三寸不爛之舌把車子賣出去，藉此獲得利潤。

## 節目播放
本節目於探索頻道播出。

## 外部連結
- 英文官方網站 （页面存档备份，存于）（英文）
- 中文官方網站 （页面存档备份，存于）（英文）
- 製作公司Attaboy TV （页面存档备份，存于）（英文）
- YouTube上的Wheeler Dealers頻道